# Judgment Day 2008
Judgment Day 2008 was een professioneel worstel-pay-per-viewevenement geproduceerd door World Wrestling Entertainment (WWE). Dit evenement was de 10de editie van Judgment Day en vond plaats in de Qwest Center Omaha in Omaha (Nebraska) op 18 mei 2008.

## Matchen
| Nr.                                                                          | Match | Winnaar(s)                        |
| ---------------------------------------------------------------------------- | --- | --------------------------------- |
| -                                                                            | Hardcore Holly en Cody Rhodes (c) vs. Santino Marella en Carlito in een tag team match voor het World Tag Team Championship | Hardcore Holly en Cody Rhodes (c) |
| 1                                                                            | John "Bradshaw" Layfield vs. John Cena in een een-op-eenmatch                                                               | John Cena                         |
| 2                                                                            | John Morrison en The Miz (c) vs. Kane en CM Punk in een tag team match voor het WWE Tag Team Championship                   | John Morrison en The Miz (c)      |
| 3                                                                            | Shawn Michaels vs. Chris Jericho in een een-op-eenmatch                                                                     | Shawn Michaels                    |
| 4                                                                            | Mickie James (c) vs. Beth Phoenix vs. Melina in een Triple Threat match voor het WWE Women's Championship                   | Mickie James                      |
| 5                                                                            | The Undertaker vs. Edge in een een-op-eenmatch voor het vacante World Heavyweight Championship                              | The Undertaker (nc)               |
| 6                                                                            | Jeff Hardy vs. Montel Vontavious Porter in een een-op-eenmatch                                                              | Jeff Hardy                        |
| 7                                                                            | Triple H (c) vs. Randy Orton in een Steel Cage match voor het WWE Championship                                              | Triple H                          |
| (c) huidige kampioen voor en na de match \| (nc) nieuwe kampioen na de match | |                                   |